# Charles-Jean Mercier
Pour les articles homonymes, voir Mercier.
Charles-Jean Mercier, né le 26 septembre 1832 à Paris où il est mort le 14 janvier 1909, est un peintre français.

## Biographie
Charles-Jean Mercier est le fils de Claude Mercier (1803-1870), restaurateur de tableaux, et d'Antoinette Marie Apolline Obry.
Élève de François-Louis Français, il expose au Salon de 1861 et de 1864.
En 1861, il épouse Louise Virginie Minot (1834-1907), Auguste Allongé est témoin du mariage. Leur fille Louise (1862-1925) deviendra peintre.
Il meurt à son domicile de la rue Pierre-Charron, à l'âge de 76 ans.